# 松原温泉
松原温泉（まつばらおんせん）は、福岡県田川市伊田にある温泉。

## 泉質
- アルカリ性単純冷鉱泉
  - 泉温　17.7℃[1]
- 源泉温度が低いため、加温・循環濾過方式。

## 温泉地
田川市街地、香春岳を望む高台の住宅街の一角に日帰り温泉施設「松原温泉」があるのみ。
施設の規模は小さく、設備も簡素なものとなっている。

## 歴史
田川市は多くの炭鉱が採れたため、その事業に携わる鉱夫が共同浴場として使用されてきた。2005年（平成17年）に現在の場所へ、移転オープンした。

## アクセス
- 平成筑豊鉄道伊田線下伊田駅より徒歩5分。
- 九州自動車道八幡ICから国道200号、県道22号、国道201号経由、車で25分。